# Apocephalus albiapex
Apocephalus albiapex är en tvåvingeart som beskrevs av Brown 2002. Apocephalus albiapex ingår i släktet Apocephalus och familjen puckelflugor. Inga underarter finns listade i Catalogue of Life.